# Pierwszy Świat

Świat podczas zimnej wojny: niebieskim kolorem oznaczono Pierwszy Świat, czerwonym Drugi Świat, a zielonym Trzeci Świat

Pierwszy Świat – powstałe w okresie zimnej wojny określenie państw kapitalistycznych Europy, Ameryki Północnej oraz Australii, Nowej Zelandii, RPA, Izraela i Japonii przeciwstawnych państwom komunistycznym Europy i Azji tj. Drugiemu Światu. Państwa kapitalistyczne charakteryzują się wolnym rynkiem, znikomym interwencjonizmem państwowym, przeważającym udziałem własności prywatnej w funkcjonowaniu gospodarki.
W eseju z 1952 francuski demograf i socjolog Alfred Sauvy, nawiązując do pamfletu Czym jest stan trzeci? z okresu rewolucji francuskiej, autorstwa księdza Emmanuela-Josepha Sieyèsa, wprowadził pojęcia Pierwszego, Drugiego i Trzeciego Świata. Dwie pierwsze nazwy nigdy nie uzyskały popularności takiej jak ta ostatnia i wraz z końcem zimnej wojny wyszły z użycia.
Zgodnie z teorią konwergencji kraje Pierwszego i Drugiego Świata w procesie rozwoju społecznego stopniowo upodabniają się do siebie. Wynikać to ma z logiki uprzemysłowienia i postępu technicznego, które narzucają podobne formy społeczne, gospodarcze i kulturowe.